# Klášter Chorin
Klášter Chorin se nachází v obci Chorin v Německu, zhruba šest kilometrů severně od Eberswalde v okrese Barnim v Braniborsku.

## Historie a současnost
Klášter je bývalým gotickým cisterciáckým opatstvím; založil ho v roce 1258 braniborský markraběte Jan I. Klášter měl dalekosáhlý význam na oblasti v Pomořansku po vlivem Askánců (hranice se Slovany). Mezi sekularizací 1542 a začátkem 19. století byl klášter opuštěný a rozpadal se. Poté byly zříceniny zajištěny a budovy byly částečně zrekonstruovány pod vedením Karla Friedricha Schinkela. Dnes je cisterciácký klášter Chorin typickou památkou braniborské architektury představující cihlovou gotiku.
V roce 2017 byla zřízena a otevřena stálá expozice, která tematizovala život a dílo mnichů v chorinském klášteře. V další části je ukázáno úsilí Karla Friedricha Schinkela, který se významně zasadil o obnovu tohoto kláštera. Konají se zde výstavy o umění, stavbě kláštera a klášterní ekonomice. V létě je klášter místem konání hudebního festivalu.